# Bruzdy międzyżebrowe
Bruzdy międzyżebrowe, zwane także bruzdami interkostalnymi – wcięcia skóry na bokach tułowia przeobrażonych form płazów ogoniastych. Bruzdy te nie występują u wszystkich gatunków – u części ich brak (np. traszki występującej w Polsce), u innych są obecne (np. salamandra plamista). Bruzd międzyżebrowych jest od kilkunastu do kilkudziesięciu, na każdym boku tułowia, u różnych gatunków, przy czym nie jest to cecha gatunkowa (osobniki tego samego gatunku mają różną ich liczbę).